# Davide Ballerini
Davide Ballerini (født 21. september 1994 i Cantù) er en professionel cykelrytter fra Italien, der er på kontrakt hos World Tour-holdet XDS Astana Team.
Han er ikke i familie med cykelrytter Franco Ballerini.

## Historie
Ballerini blev i august 2016 stagiaire hos Tinkoff. I 2017 og 2018 havde han en aftale med Androni Giocattoli-Sidermec, hvorefter han skiftede til Astana Pro Team for 2019-sæsonen.
I 2019 vandt han linjeløbet ved European Games i Minsk. Fra 2020 underskrev han en toårig kontrakt med Deceuninck-Quick Step.